# Pim-pam-pet

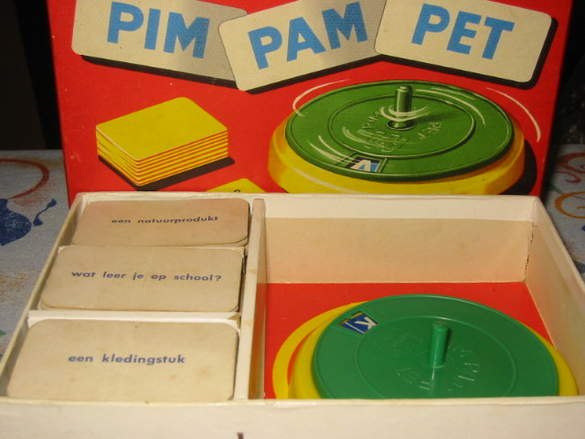
Pim-pam-petspel

Pim-pam-pet is een gezelschapsspel voor twee of meer spelers.

## Geschiedenis
Pim-pam-pet is een, in het begin van de 20ste eeuw, uit Duitsland overgewaaid spel. Spear-Spiele bracht het daar oorspronkelijk uit onder de naam "Denk Fix!" Dat werd bij de eerste Nederlandse uitgaven vertaald in "Zegt het meteen!" maar later veranderde dat in "Denk Fiks!" Er verschenen nog veel andere namen voor dit spel, maar de door Jumbo vanaf circa 1942 geïntroduceerde naam Pim-pam-pet is uiteindelijk de naam die de meeste mensen het beste kennen.

## Spelregels
Pim-pam-pet bestaat uit een aantal kaartjes met vragen en een draaischijf met de meeste letters van het alfabet. Een van de spelers wordt aangewezen als spelleider en schudt de kaartjes. De spelers worden in twee groepen ingedeeld. Voor elke beurt pakt de spelleider een kaartje van de stapel, leest de vraag voor en draait aan de draaischijf. Wanneer de draaischijf uitgedraaid is, moeten de spelers zo snel mogelijk een antwoord op de vraag geven, waarbij het antwoord moet beginnen met de letter die de draaischijf aangeeft.
Het team dat als eerste een juist antwoord geeft, krijgt het kaartje. Bij tegelijk correct antwoorden wordt het kaartje toegekend aan het team met het woord met de meeste letters. Bij een fout antwoord moet een kaartje aan de tegenpartij worden gegeven. Het spel is afgelopen als de kaartjes op zijn. Het team met de meeste kaartjes is dan winnaar.

## Uitvoeringen
Er bestaan meerdere uitvoeringen van Pim-pam-pet. De bekendste variant van spelfabrikant Jumbo is geschikt voor alle leeftijden en bevat vragen als "noem een insect" en "noem iets dat je op je brood kan smeren".
Er zijn ook uitvoeringen waarbij er een beschrijving van een bepaald soort gebruiksvoorwerp op het kaartje staat. Of een algemene beschrijving, zoals 'hout' of 'rond' etc. De spelers moeten dan dus in plaats van de vraag te beantwoorden een voorwerp verzinnen met de juiste beginletter.
Er bestaat ook een variant Pim-pam-pet-picto, waarbij men op een tekening voorwerpen met de juiste beginletter moet zoeken. Verder bestaat ook een elektronische versie: Pim-pam-pet Electronic, waarbij een stem de letter zegt en men op een knop dient te drukken als men het antwoord weet. Het nadeel van deze versie is wel dat het speelplezier beperkt wordt door de batterijduur. Ook de monotone stem kan een afknapper zijn ten opzichte van de klassieke uitvoering.
'Super pim-pam-pet' is een wat grotere uitvoering, waarbij onderwerpen verdeeld zijn in moeilijke, gemiddelde en makkelijke categorieën. Voor elk goed beantwoorde vraag krijgt een speler een gekleurde fiche, overeenkomend met de kleur van de categorie. Er kan ook een joker ingezet worden die een zwarte fiche oplevert en meer punten waard is. De fiches worden op stokjes opgespaard en wie aan het einde het meeste punten heeft is de winnaar.
Sinds 24 februari 2024 wordt op radiozender JOE de "Alphabattle" gespeeld. Dit spel is gebaseerd op pim-pam-pet. Hierbij krijgt een kandidaat een letter van het alfabet. Hij krijgt dan binnen dertig seconden een aantal categorieën voorgeschoteld waarop hij net als bij pim-pam-pet een antwoord moet geven dat begint met de gegeven letter. De bedoeling is om zoveel mogelijk goede antwoorden te geven om zo kans te maken op duizend euro.

## In populaire cultuur
- In 1997 hadden Sander Vos en de Waterlanders een bescheiden hitje met het nummer Pim Pam Pet.